# La Bien-aimée
Pour plus de détails, voir Fiche technique et Distribution.
La Bien-aimée (Titre de travail :	Douce Alsace) est un film muet français réalisé par Maurice Le Forestier, sorti en 1912.
Il s'agit d'une adaptation du roman La Bien-aimée de Jules Mary, publié par E. Dentu éditeur en 1885.

## Fiche technique
- Titre : La Bien-aimée
- Titre de travail : Douce Alsace
- Réalisation : Maurice Le Forestier
- Scénario : d'après le roman La Bien-aimée de Jules Mary
- Photographie : Pierre Trimbach
- Montage :
- Producteur :
- Société de production : Société cinématographique des auteurs et gens de lettres (S.C.A.G.L)
- Société de distribution :  Pathé Frères
- Pays d'origine :  France
- Métrage : 805 mètres dont 720 en couleurs
- Langue : film muet avec les intertitres en français
- Format : Couleurs et Noir et blanc — 35 mm — 1,33:1 — Muet
- Genre : Film dramatique
- Durée : 27 minutes 40
- Dates de sortie :
  -  France : 25 octobre 1912

## Distribution
- Stacia Napierkowska : Lisbeth
- Jean Angelo
- Armand Numès
- Georges Saillard